# فيل روبنسون (لاعب كريكت)
فيل روبنسون (3 أغسطس 1963 في المملكة المتحدة - ) (بالإنجليزية: Phil Robinson)‏ هو لاعب كريكت بريطاني. شارك مع منتخب إنجلترا للكريكت.

## وصلات خارجية
- فيل روبنسون على موقع إي آس بي آن كريك إنفو (الإنجليزية)